# پیر گیرو
پیر گیرو (فرانسوی: Pierre Guiraud‎؛ ۲۶ سپتامبر ۱۹۱۲ در صفاقس، تونس – ۲ فوریهٔ ۱۹۸۳) زبان‌شناس، ریشه‌شناس و استاد دانشگاه اهل فرانسه بود. او در دانشگاه خرونینگن، شهر خرونینگن هلند و دانشگاه نیس سوفیا آنتیپولیس، شهر نیس فرانسه تدریس کرد. گیرو چندین کتاب دربارهٔ زبان‌شناسی و ریشه‌شناسی نوشت.